# CHAN-DT
CHAN-DT (identificada en el aire como Global BC) es la emisora de televisión de Vancouver de Columbia Británica de Canadá. Emite en alta definición en televisión digital a través del canal 22 de UHF desde el Monte Seymour.

## Historia
CHAN comenzó a emitir el 31 de octubre de 1960 a las 4:45 p. m. como una estación independiente. Se recogió varios programas de CTV tras el lanzamiento de la nueva red el 1 de octubre de 1961; aunque no se unió formalmente a la red hasta 1965. Estudios temporales fueron alojados en el centro de Vancouver, en 1219 Richards Street, hasta que se cumplieran sus estudios actuales en 7850 la empresa de la calle en Burnaby a principios de 1961. Poco después de su lanzamiento, la estación comenzó a instalar reemisores en toda la provincia, y ahora llega al 96 por ciento de la Columbia Británica. Vía over-the-air del canal 8, CHAN también llega a un público estadounidense en el vecino condado de Whatcom, Washington.
En 1963, el empresario local Frank Griffiths, el propietario de la emisora CKNW, compró la estación del propietario original Vantel Radiodifusión, junto con la cercana afiliado CBC CHEK-TV en la ciudad de la isla de Vancouver Victoria, de su propietario original, David Armstrong. CHEK entonces comenzó a transmitirse un par de shows de la CTV, por lo general en diferentes momentos de CHAN. Se convertiría en una filial de plena CTV en 1981, pero salió al aire una programación barajado. Griffiths 'Western Broadcasting Co. vendió más adelante una parte minoritaria de Selkirk Comunicaciones, la recompra de control total en 1989.
Ya en 1971, Chan comenzó extraoficialmente con el nombre en el aire "BCTV". En 1973, se convirtió en oficial de BCTV CHAN en el aire de la marca, que se utilizó hasta 2001, cuando se convirtió en "Global BC". La marca "BCTV" fue retenida para sus programas de noticias locales, hasta febrero de 2006, pero la marca era tan eficaz que muchas personas todavía llaman a la estación con ese nombre hoy.

### La hostilidad hacia la CTV
CHAN fue el tercer mayor filial de la CTV, y de lejos el más grande en el oeste de Canadá. Como tal, fue una de las columnas vertebrales de la red CTV durante muchos años y uno de los afiliados de mayor éxito de la red. Sin embargo, siempre fue un poco hostiles hacia la CTV. Gestión creído que la estación del buque insignia de la red, CFTO-TV en Toronto, tenía demasiada influencia sobre la red. En particular, CHAN sintió CFTO recibió el favoritismo en la producción de la programación canadiense CTV a finales de 1960 y principios de 1970.
Sin embargo, hasta 1997, CHAN compró los derechos provinciales a varias series populares desde la casa matriz de CFTO, Baton Radiodifusión. Sin embargo, las tensiones se exacerbaron ese año cuando Baton ganó una licencia para una nueva estación en Vancouver, CIVT-TV, y de inmediato se trasladó gran parte de los espectáculos más fuertes de Chan allí. Baton ganó control en CTV poco después del lanzamiento del CIVT, y se convirtió en un secreto a voces que CIVT acabara sustituyendo CHAN como la estación de CTV de Vancouver. CHAN había firmado un contrato a largo plazo de varios años antes de que no expiraría hasta 1999, pero fue prorrogado hasta 2001. Sin embargo, fuera de las 40 horas de programación por semana que este permitido por y propios programas de noticias locales de Chan, la estación tuvo que recurrir a la programación de perfil más bajo suministrado por WIC empresa matriz. Una pequeña cantidad de programación producida CHUM Limited-también salió al aire el CHAN a veces durante el período de 1997 a 2001, incluyendo CityLine.

### La reorganización afiliación de 2001
En 2000, las estaciones de WIC fueron comprados por Canwest, propietario de Global. Como resultado, CHAN se debió a convertirse en la salida global para todos de la Columbia Británica. Aunque Global ya poseía una estación en Vancouver, CKVU, se optó por vender CKVU de CHUM Limited y mover su afiliación a CHAN debido al enorme red de esa estación de rebroadcasters. Cuando la afiliación de BCTV con CTV expiró el 1 de septiembre de 2001, una reorganización importante en la televisión British Columbia ocurrió:
- La afiliación CTV, celebrada conjuntamente por CHAN y la estación hermana CHEK, se trasladó a CIVT, que se convirtió en una estación de CTV O & O conocido brevemente como BC CTV (más tarde, simplemente "CTV British Columbia"). Ambos interruptores dejaron CTV depende de cable y satélite para llegar al resto de la provincia, como CTV se ha negado a establecer rebroadcasters en el resto de la provincia. CHAN retuvo los derechos de The Oprah Winfrey Show, un espectáculo que normalmente se transmite por CTV, hasta que ese programa terminó la producción en 2011.
- La afiliación Mundial, celebrada por CKVU, se trasladó a CHAN, que se convirtió en la nueva red de propiedad y operado bajo la marca "Global BC". CKVU adoptó por su parte la marca "ckvu13" y brevemente se convirtió en una estación independiente que lleva la programación CHUM, algunos de los cuales habían ventilado en KVOS-TV de la campaña anterior. La estación se convirtió en Citytv Vancouver varios meses más tarde, después de que se aprobó la venta de CHUM.